# Clavularia novaezealandiae
Clavularia novaezealandiae is een zachte koraalsoort uit de familie Clavulariidae. De koraalsoort komt uit het geslacht Clavularia. Clavularia novaezealandiae werd in 1945 voor het eerst wetenschappelijk beschreven door Brewin. 